# Talipariti tortuosum
Talipariti tortuosum är en malvaväxtart som först beskrevs av William Roxburgh, och fick sitt nu gällande namn av Paul Arnold Fryxell. Talipariti tortuosum ingår i släktet Talipariti och familjen malvaväxter. Inga underarter finns listade i Catalogue of Life.